# Alginet
Alginet es un municipio de la Comunidad Valenciana, España. Situado en la provincia de Valencia, en la comarca de la Ribera Alta. Cuenta con una población de 14 652 habitantes (INE 2024). Pertenece a la segunda corona del área metropolitana de Valencia.

## Toponimia
El topónimo deriva del árabe الجنات (al-ǧinnāt), «los huertos» o «los campos de regadío».

## Geografía

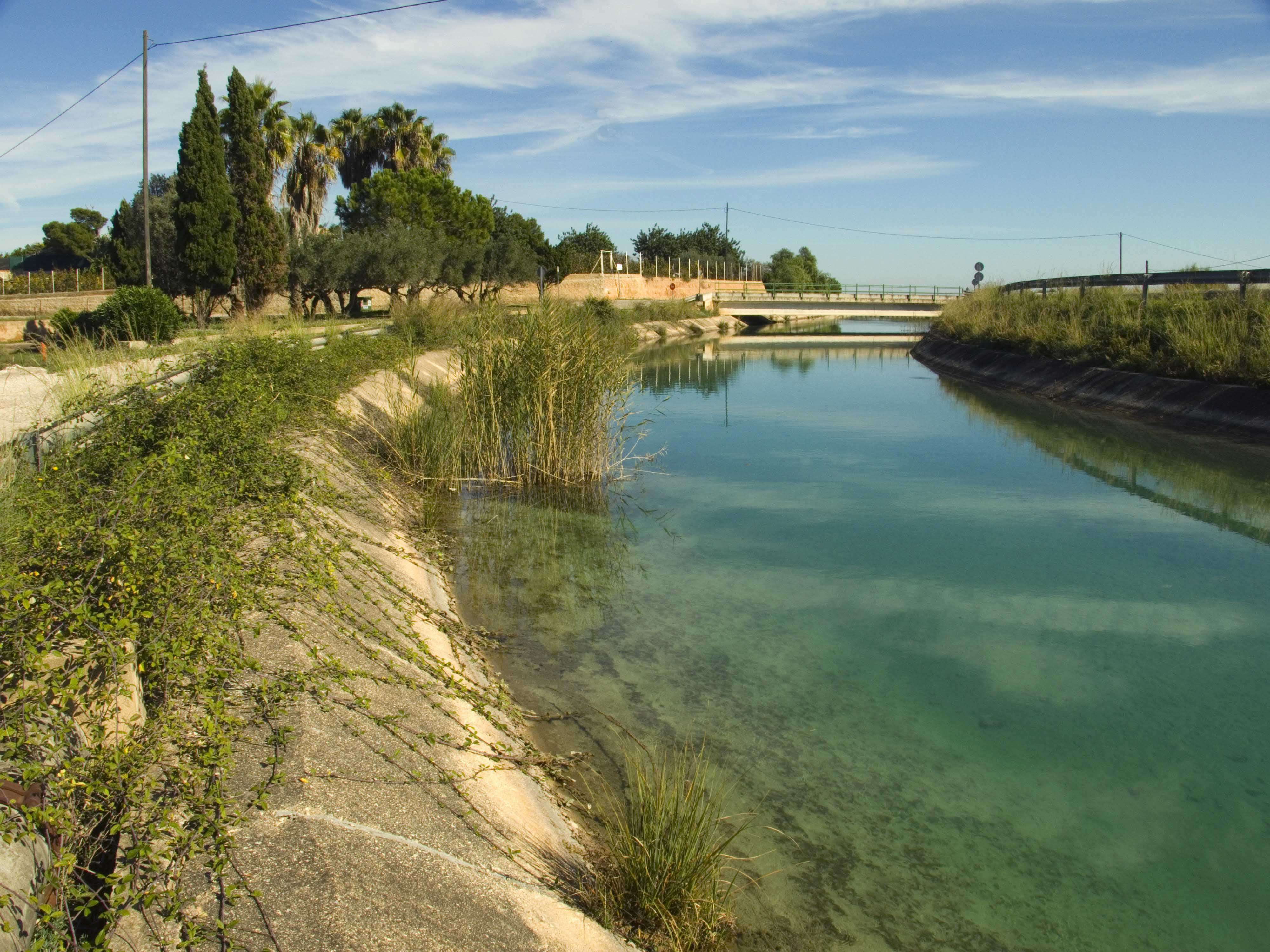
Canal Júcar-Turia

Integrado en la comarca de Ribera Alta, se sitúa a 27 kilómetros de Valencia. El término municipal está atravesado por la autovía del Mediterráneo (A-7), por la autopista del Mediterráneo (AP-7), por la carretera autonómica CV-42 (Almusafes-Alcira) y por una carretera local que conecta con Algemesí (CV-525).
El relieve del municipio está definido por una zona de transición entre la Ribera Alta y la Huerta de Valencia. Se extiende desde el límite de la zona de marjales ribereña de la Albufera por el este hasta la serra d'Alédua por el noroeste. La superficie del término es plana, a excepción del sector serrano del noroeste. Cruzan el término, de sur a norte, la Acequia Real del Júcar y el Canal Júcar-Turia. La altitud oscila entre los 196 m al noroeste y los 14 m al este. El pueblo se alza a 31 m sobre el nivel del mar.
El clima es típico mediterráneo, inviernos con temperaturas entre 0 °C y 11 °C y veranos calurosos con temperaturas entre 20 °C a 30 °C. El elevado porcentaje de humedad ambiental, muy habitual en la comarca de la Ribera, hace que en verano la percepción del calor sea mayor a la que marcan los termómetros; al contrario que en invierno, que acentúa la sensación de frío.
Se puede acceder a esta localidad a través de la línea 1 de Metro de Valencia.

### Localidades limítrofes
| Noroeste: Alfarp       | Norte: Benifayó | Noreste: Benifayó |
| Oeste: Alfarp y Carlet |                 | Este: Sollana     |
| Suroeste: Carlet       | Sur: Guadasuar  | Sureste: Algemesí |

Además del núcleo principal, cuenta con los núcleos de La Muntanyeta, La Moncarra, de muy escasa población, y varias urbanizaciones principalmente de viviendas de segunda residencia, como San Patricio, Los Lagos o Bellavista.

## Historia
De fundación musulmana, el rey Jaime I se la dio a Pere García Ferrera en 1250. Jaime II, el 24 de noviembre de 1304, vendió a Bertomeu Matoses el tercio diezmo y otros derechos de esta población. Fue incorporada a la Corona, que la vendió de nuevo en 1360. Tuvo varios señores territoriales, entre ellos la familia Cabanilles, de los cuales el pueblo conserva parte de su castillo, sin torres ni fosos, y los condes de Casal.
En las Cortes Valencianas de 1604 el señor de Alginet, Joan Vilarrasa Cabanyelles, pide, por medio del brazo militar, que se le conceda la suprema jurisdicción, ya que sólo tiene el mero imperio, concedido por el rey Alfonso, pero el rey rehusó la respuesta. A lo largo de su historia los pobladores de Alginet han luchado contra sus señores en defensa de sus derechos, así en 1609 iniciaron pleito contra Joan Cristòfol Vilarrasa Cabanyelles en demanda de la destitución del alcalde, porque usurpaba el agua que utilizaban los vecinos para el riego. En 1622 acuerdan con Jeroni Cabanyelles renunciar a los derechos de tienda, panadería y taberna.
En 1648 el síndico inicia un proceso contra el conde de Casal en reivindicación del derecho de abastecer carne motivado porque el señor arrendó este derecho subiendo el precio de la carne. En las Cortes de 1645 la iglesia parroquial pide la franquicia del derecho de amortización de 1500 libras y construye la actual. En 1819, con la abolición de los señoríos, el pueblo consigue su independencia respecto del poder señorial.
En 1375 la parroquia se segregó como vicaría de la Parroquia de Santa María de Espioca, hasta que fue erigida la rectoría en 1537.
En 1877 el Ayuntamiento se instaló, previa compra al marqués de Monistrol en 1875, en el Castillo-Palacio, actual Casa Consistorial.
En 1885 un legado de Eulalia Escobet permite la construcción de un hospital.
El 20 de junio de 1910 el rey Alfonso XIII, concede, como título nobiliario, el Marquesado de Alginet a favor de Manuel Escrivá de Romaní y de la Quintana, X conde de Casal, académico de la de Bellas Artes y Ciencias Históricas de Toledo, Gran Cruz de Isabel la Católica, etc., casado con Teresa Muguiro y Beruete.
En los años de la Guerra Civil (1936-1939) se construyó una fábrica de armas.
En la madrugada del 26 de marzo de 2023 se produjo un hecho delictivo contra Carles Bayarri, Candidato independiente a la Alcaldía y miembro destacado de la organización ecologista Xúquer Viu. Un contenedor fue transportado e incendiado en frente de la casa del concejal. El incendio hizo explotar las ventanas de la casa e incendió la puerta del domicilio.

## Demografía
Alginet cuenta con una población de 14 652 habitantes (INE 2024).
| Gráfica de evolución demográfica de Alginet entre 1842 y 2021                                                       |
| |
| Población de derecho según los censos de población del INE Población de hecho según los censos de población del INE |

## Economía
La agricultura, tradicionalmente el principal sector económico, ha ido cediendo su importancia a los sectores secundario y terciario. Históricamente, el término era regado por la acequia de Aledua, que capta las aguas del río Magro en Llombay, ya que la acequia real no llegó hasta su ampliación en el siglo XVIII y pasa a una cota muy baja. Con la generalización de las bombas y motores de extracción se aumentó la superficie irrigada, así como con la incorporación de aguas subterráneas y más modernamente el canal Júcar-Turia. Además de cultivos de secano, hoy prácticamente inexistentes, destacó la producción de arroz, de cacahuete, del que se dice fue el primer pueblo de España en cultivarlo, tomates y otras hortalizas. A la extensión del naranjo le siguió el melocotón y la nectarina y, más modernamente, el caqui, que cuenta con denominación de origen Ribera del Xúquer.
Existen dos polígonos industriales y toda clase de servicios.

## Administración y política
| Periodo   | Nombre                                                                              | Partido                                |
| --------- | ----------------------------------------------------------------------------------- | -------------------------------------- |
| 1979-1983 | Salvador Bosch Escutia                                                              | PSPV-PSOE                              |
| 1983-1987 | José Vicente Alemany Motes                                                          | PSPV-PSOE                              |
| 1987-1991 | José Vicente Alemany Motes                                                          | PSPV-PSOE                              |
| 1991-1995 | José Vicente Alemany Motes                                                          | PSPV-PSOE                              |
| 1995-1999 | José Vicente Alemany Motes                                                          | PSPV-PSOE                              |
| 1999-2003 | María Celeste García Estarlich                                                      | PSPV-PSOE                              |
| 2003-2007 | María Celeste García Estarlich                                                      | PSPV-PSOE                              |
| 2007-2011 | Enrique Girona Climent                                                              | PP                                     |
| 2011-2015 | Enrique Girona Climent (2011) Moción de Censura Jesús Boluda Villaseñor (2011-2015) | PP Compromís                           |
| 2015-2019 | Jesús Boluda Villaseñor (2015-2017) José Vicente Alemany Motes (2017-2019)          | Compromís Sd'A - Socialistes d'Alginet |
| 2019-2023 | José Vicente Alemany Motes                                                          | Sd'A - Socialistes d'Alginet           |
| 2023-act. | Elia Ferrer Mendoza                                                                 | PP                                     |

## Patrimonio
- Castillo de los Cabanyelles. De 1417, reconstruido en el siglo XVI. En 1875 fue comprado y fueron eliminados los dos torreones que lo flanqueaban para instalar el ayuntamiento de la villa. Recientemente los torreones, fosos y pasadizos subterráneos han sido desenterrados y la zona se encuentra actualmente abierta al público.
- Torre Luengo y Torre del Borrero. Aisladas entre naranjos, conservan su aspecto de fortificaciones defensivas.
- Ermita de San José. Neogótica del XIX. Donde se veneraba la imagen de San José, patrón de la villa, del siglo XV, destruida en el asalto miliciano durante la Guerra Civil. La ermita se construyó sobre otra más antigua, de estilo gótico.
- Iglesia parroquial (1654-1699). Construida sobre la antigua, de 1330. El campanario y la capilla de la comunión son del siglo XVIII, siendo muchas imágenes posteriores a la guerra civil, pues fueron destruidas en su asalto de julio de 1936.
- Matadero de Alginet. Obra modernista del arquitecto Carlos Carbonell Pañella en 1905.
- Mercado de Alginet. Obra modernista del arquitecto Carlos Carbonell Pañella en 1905.

Hay que señalar la permanencia de algunos ejemplos de la casa típica de labrador con entrada para carro, establo para los animales, pajar, etc. Algunas tienen su propio pozo o aljibe para abastecerse de agua. También quedan algunas casas de terratenientes de finales del siglo XVIII y algunas otras de la pequeña burguesía agrícola que floreció a finales del siglo XIX con el cultivo de la naranja.

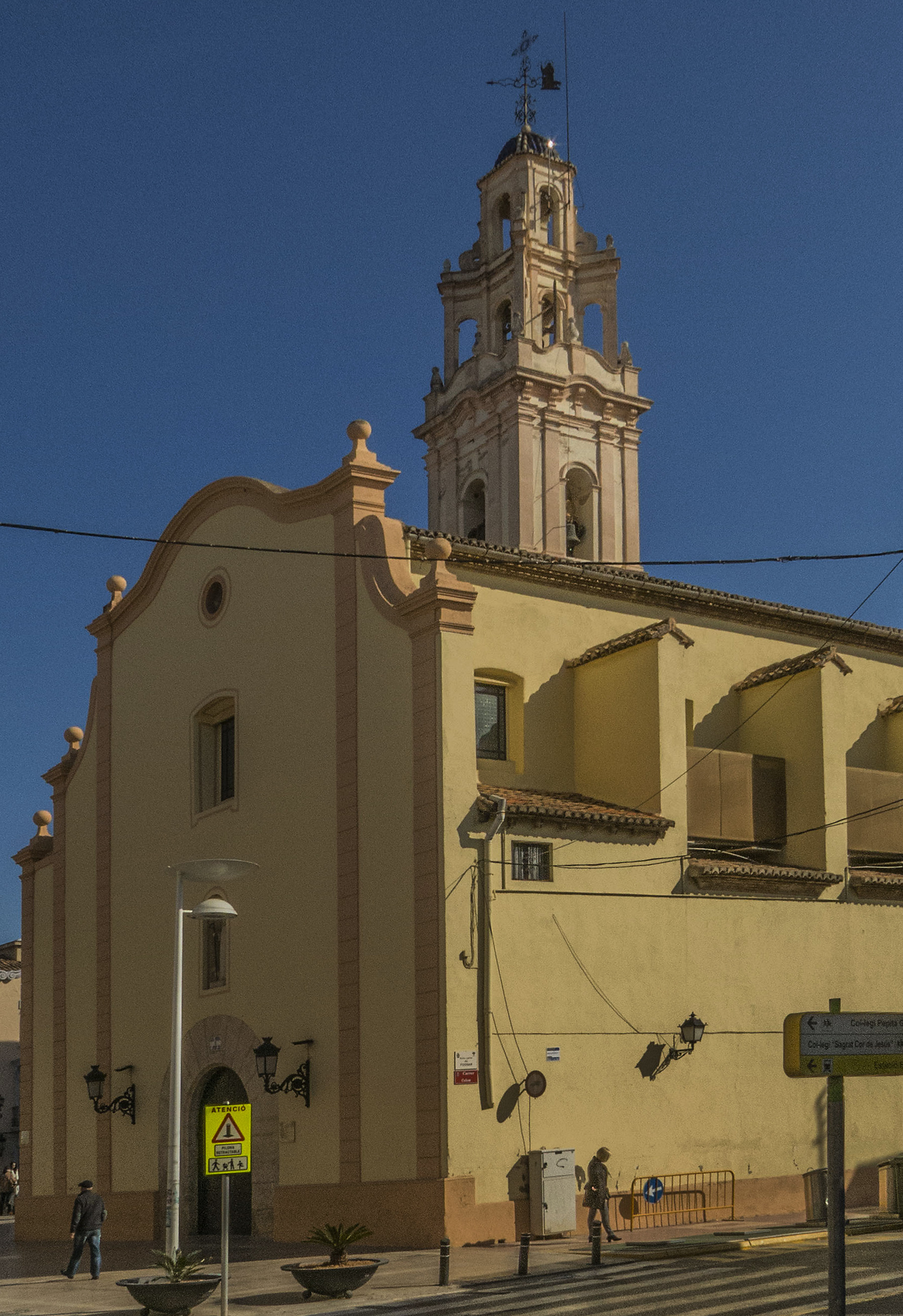
Iglesia de San Antonio Abad
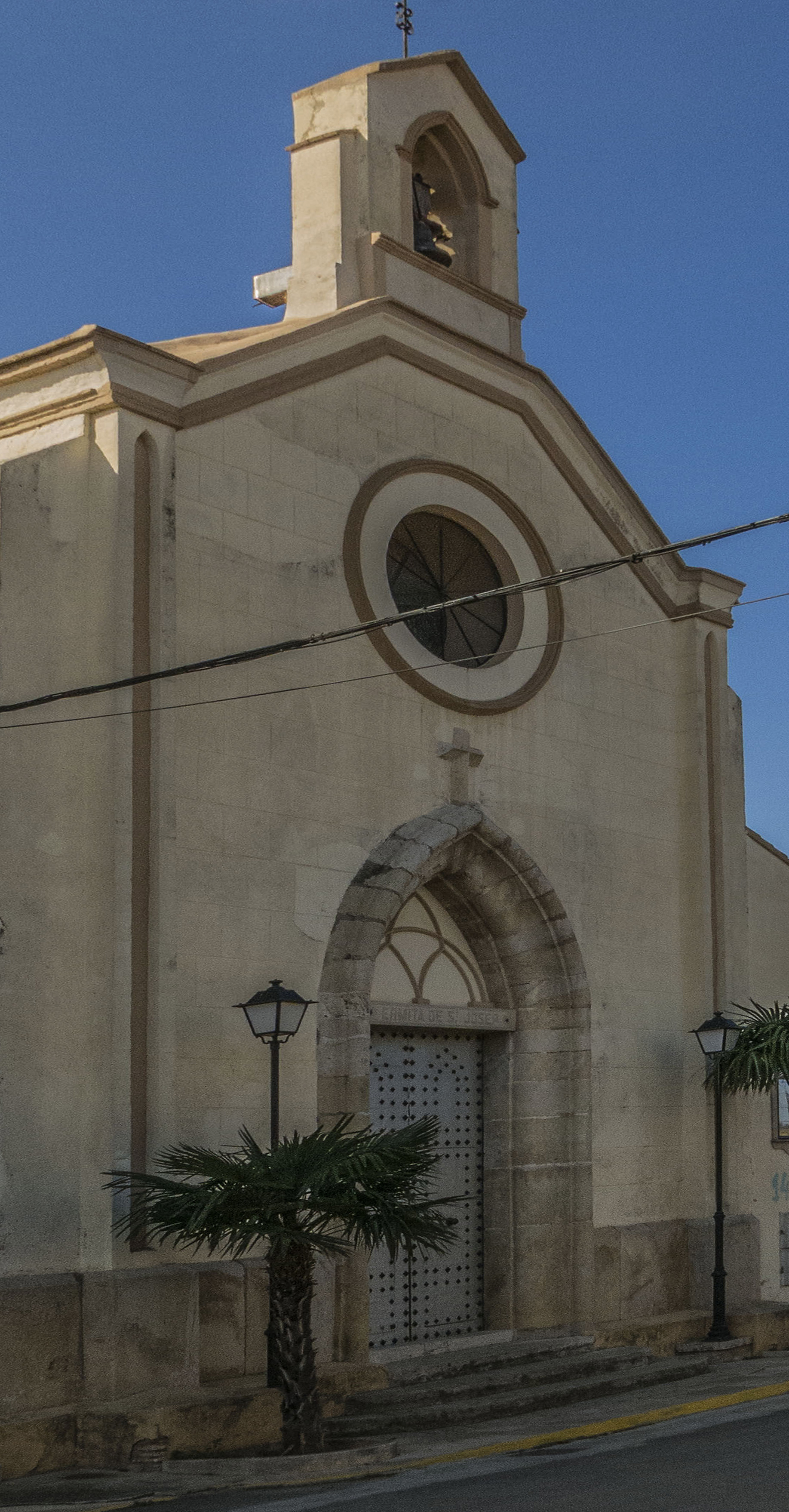
Ermita de San José
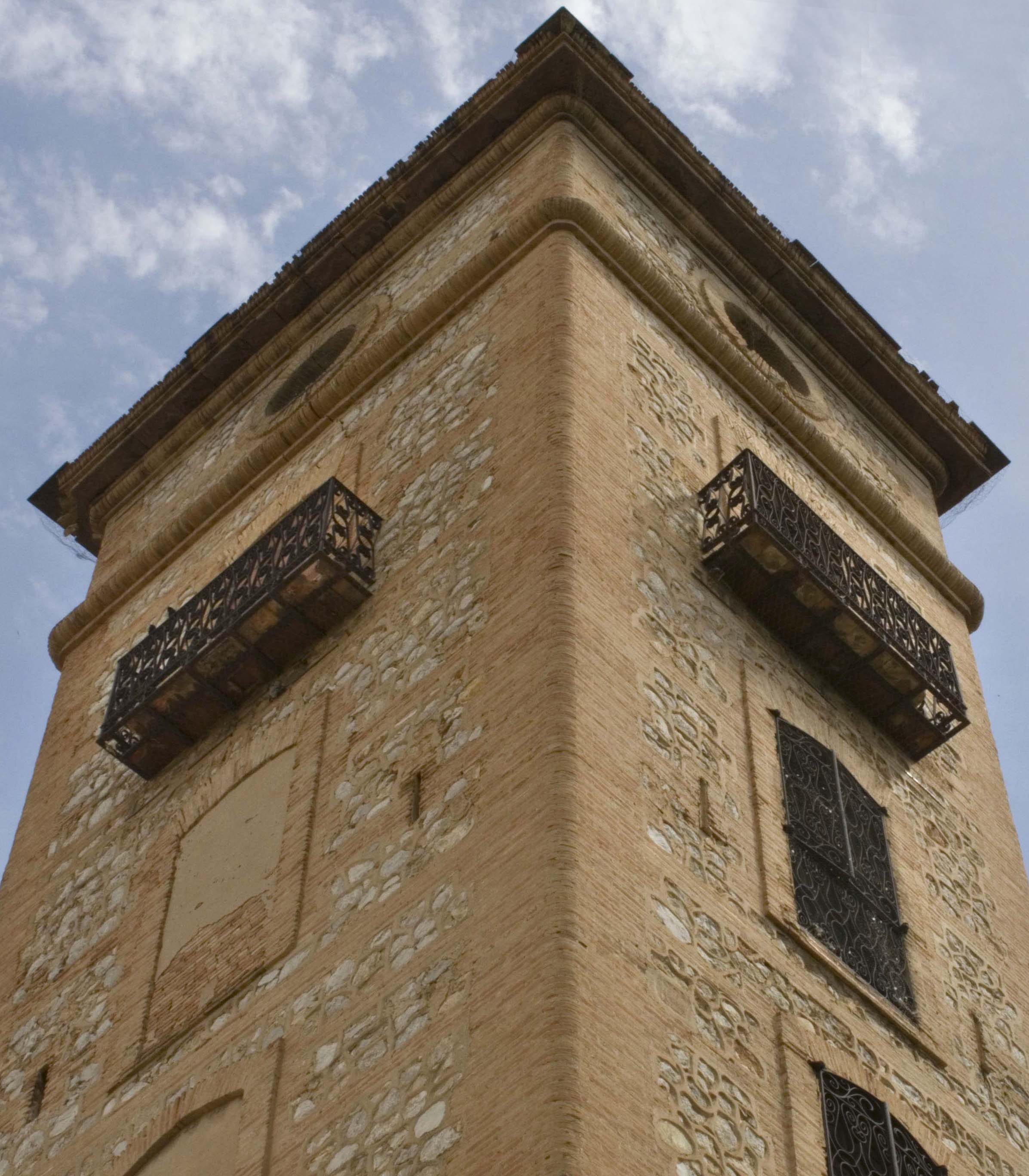
Torre Luengo
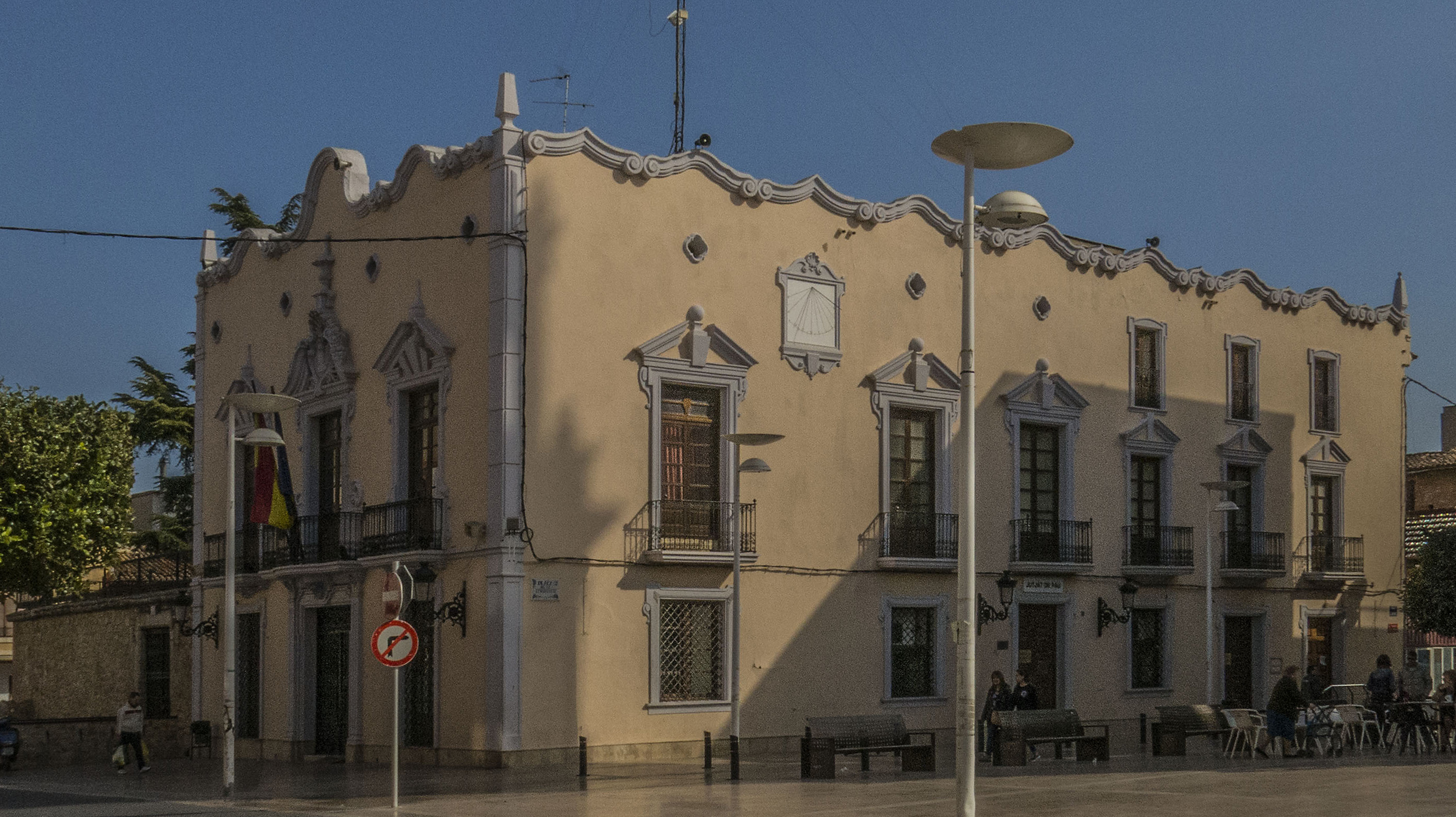
Castillo de los Cabanyelles

## Fiestas
- San Antonio Abad. Protector del ganado empleado para las tareas agrícolas y titular de la iglesia parroquial, aunque es una imagen nueva pues la original fue destruida en julio de 1936. Se celebra la bendición de animales, danzas y correfocs y la gran hoguera.
- San Blas, también llamado "día del rollo", por la costumbre de salir al campo a merendar los típicos rollos de San Blas.
- Fallas en honor de san José, la semana previa al 19 de marzo. Actualmente existen seis comisiones falleras, que en sus censos aglutinan un importante porcentaje de población: Poble d'Alginet, la más antigua, Sant Josep, El Palleter, La Manta al Coll, La Dolçaina y Poble Nou.
- Semana Santa. Se celebra con diversas procesiones y actos, existen cuatro cinco cofradías: La Dolorosa, El Santísimo Cristo, El Santo Sepulcro, La Santa Cuz y el Cristo del Perdón.
- En verano los diferentes barrios celebran sus fiestas. El barrio del Poble Nou a San Roque, con verbenas, cenas y danzas (les danses). El Calvario al Cristo Salvador, El Vaporet a la Virgen de los Desamparados y las Fiestas Mayores o Populares.
- Fiestas Mayores o Populares, en origen de Acción de Gracias al Patriarca San José, patrón de la Villa. En estas últimas destacan actos como la suelta de vaquillas, la verbena del Mantón de Manila, las populosas y quilométricas Cenas de la Carretera (Sopars de la Carretera), en las que se conmemora el final del paso de la carretera nacional 340 por el centro de la población, y la procesión, en la que se han recuperado danzas tradicionales que se ejecutaban hasta principios del siglo XX.
- El 9 de octubre (aniversario de la conquista de Valencia por Jaime I) se celebra con la Procesión Cívica y paellas.
- La Navidad también se celebra con diversas tradiciones y la cabalgata de Reyes el 5 de enero.

## Medios de comunicación
- Radio municipal: Radio Alginet 107.4 Fm.